# Episodi di Law & Order - Unità vittime speciali (quattordicesima stagione)

Il cast principale durante la quattordicesima stagione:
Dann Florek (Cap. Donald Cragen), Danny Pino (Det. Nick Amaro), Mariska Hargitay (Det. Olivia Benson), Kelli Giddish (Det. Amanda Rollins), Richard Belzer (Serg. John Munch) e Ice-T (Det. Odafin Tutuola).

La quattordicesima stagione della serie televisiva Law & Order - Unità vittime speciali, composta da 24 episodi, è stata trasmessa in prima visione negli Stati Uniti da NBC dal 26 settembre 2012 al 22 maggio 2013.
Tra le guest star del quarto episodio è presente Kathryn Erbe nel ruolo del detective Alexandra Eames, personaggio già apparso in Law & Order: Criminal Intent. Il quinto episodio della stagione è il numero 300 della serie, mentre il sesto è il numero 1000 dell'intero franchise Law & Order.
In Italia la stagione è stata trasmessa in prima visione da Premium Crime, canale a pagamento della piattaforma Mediaset Premium, dal 30 agosto al 15 novembre 2013; in chiaro è stata trasmessa da TOP Crime dal 5 marzo al 21 maggio 2014.
| nº | Titolo originale    | Titolo italiano                  | Prima TV USA      | Prima TV Italia   |
| -- | ------------------- | -------------------------------- | ----------------- | ----------------- |
| 1  | Lost Reputation (2) | Sotto accusa (2)                 | 26 settembre 2012 | 30 agosto 2013    |
| 2  | Above Suspicion (3) | Al di sopra di ogni sospetto (3) | 26 settembre 2012 | 30 agosto 2013    |
| 3  | Twenty-Five Acts    | Giochi violenti                  | 10 ottobre 2012   | 6 settembre 2013  |
| 4  | Acceptable Loss     | Sotto copertura                  | 17 ottobre 2012   | 6 settembre 2013  |
| 5  | Manhattan Vigil     | Lucida follia                    | 24 ottobre 2012   | 13 settembre 2013 |
| 6  | Friending Emily     | Un'amicizia sbagliata            | 31 ottobre 2012   | 13 settembre 2013 |
| 7  | Vanity's Bonfire    | Il falò delle vanità             | 14 novembre 2012  | 20 settembre 2013 |
| 8  | Lesson's Learned    | Sereno                           | 21 novembre 2012  | 20 settembre 2013 |
| 9  | Dreams Deferred     | Sogni rinviati                   | 5 dicembre 2012   | 27 settembre 2013 |
| 10 | Presumed Guilty     | Fino a prova contraria           | 2 gennaio 2013    | 27 settembre 2013 |
| 11 | Beautiful Frame     | La trappola                      | 9 gennaio 2013    | 4 ottobre 2013    |
| 12 | Criminal Hatred     | Vite parallele                   | 30 gennaio 2013   | 4 ottobre 2013    |
| 13 | Monster's Legacy    | Abusi ripetuti                   | 6 febbraio 2013   | 11 ottobre 2013   |
| 14 | Secrets Exhumed     | Segreti svelati                  | 13 febbraio 2013  | 11 ottobre 2013   |
| 15 | Deadly Ambition     | Ambizioni fatali                 | 20 febbraio 2013  | 18 ottobre 2013   |
| 16 | Funny Valentine     | Solo per amore                   | 27 febbraio 2013  | 18 ottobre 2013   |
| 17 | Undercover Blue     | Rischi del mestiere              | 20 marzo 2013     | 25 ottobre 2013   |
| 18 | Legitimate Rape     | Uno stupro legittimato           | 27 marzo 2013     | 25 ottobre 2013   |
| 19 | Born Psychopath     | Omicidio annunciato              | 3 aprile 2013     | 1º novembre 2013  |
| 20 | Girl Dishonored     | La fabbrica degli stupri         | 24 aprile 2013    | 1º novembre 2013  |
| 21 | Traumatic Wound     | Il branco                        | 1º maggio 2013    | 8 novembre 2013   |
| 22 | Poisoned Motive     | Il cecchino                      | 8 maggio 2013     | 8 novembre 2013   |
| 23 | Brief Interlude     | L'ultimo messaggio               | 15 maggio 2013    | 15 novembre 2013  |
| 24 | Her Negotiation     | Incubo senza fine                | 22 maggio 2013    | 15 novembre 2013  |

## Sotto accusa (2)
- Titolo originale: Lost Reputation (2)
- Diretto da: Michael Slovis
- Scritto da: Warren Leight e Julie Martin

### Trama
Il capitano Cragen si è svegliato ricoperto di sangue accanto a Carissa, la cui gola è stata tagliata. La notte del suo omicidio, Carissa chiamò Cragen perché temeva per la sua vita. Cragen incontrò Carissa in una tavola calda e, ad un certo punto durante il pasto, Carissa fece scivolare un sedativo nella bevanda di Cragen. Cragen venne stordito dal sedativo e Carissa lo aiutò a tornare a casa; ma Cragen non ha idea di come sia stata uccisa. 
Dopo aver scoperto la scena raccapricciante nella sua camera da letto, Cragen chiama immediatamente il 911, poi il detective Benson. Arriva pochi istanti prima che gli investigatori della polizia si presentino, ma Cragen non riesce a ricordare nulla. Quando arriva la polizia, a Benson viene chiesto di lasciare la scena del crimine e Cragen viene portato alla stazione di polizia per essere interrogato. L'Unità vittime speciali si riunisce per rivedere i fatti e andare a fondo del caso di Cragen. Vengono interrotti da un nuovo capitano ad interim, il capitano Harris. Dal momento che l'Unità sarà al microscopio per un po', il capitano Harris terrà d'occhio i detective vittime speciali, a cui è vietato indagare sul caso di Cragen. Presenta anche la squadra a Paula Foster, capo dell'Unità di integrità pubblica del procuratore distrettuale, che gestirà le indagini di Cragen.
Benson ha una conversazione con Paula Foster per spiegare la natura delicata del caso e difendere Cragen. Foster dice che deve affrontare il caso senza pregiudizi, ma sa che Benson non lascerà in pace il caso di Cragen. Tutto quello che chiede è che Benson la tenga informata con qualsiasi notizia che potrebbe aiutare il caso. Foster è inflessibile, ma sembra davvero voler aiutare. 
La visita medica di Cragen rivela prove più potenzialmente schiaccianti: graffi sulla schiena di Carissa, le sue impronte digitali sul coltello, l'alcol nel suo organismo e la sua saliva su alcune parti del corpo. Chiunque abbia incastrato Cragen ha fatto un lavoro fantastico e Cragen ha una strada difficile davanti a sé. Più tardi nella stanza degli interrogatori, Cragen spiega gli eventi della sera precedente a Paula Foster. Secondo Cragen, Carissa gli ha lasciato diversi messaggi in cui affermava di avere informazioni sull'omicidio dell'ex governatore. Ha chiesto di incontrarlo da solo in una tavola calda vicina, e poi ha detto a Cragen che Amaro era stato "inappropriato" con lei, ma Cragen non le credeva.
Nel frattempo, Amaro mette all'angolo Munch in bagno per chiedergli alcune informazioni di base su Cassidy. Amaro sospetta che Cassidy possa essere più coinvolto di quanto lascia intendere, e che potrebbe aver collaborato all'omicidio di Carissa. Munch e Benson si incontrano con Cassidy su un tetto. Cassidy dice agli investigatori che il suo capo, Ganzel, era innamorato di Carissa, e non è possibile che Ganzel l'abbia uccisa. Cassidy scommette che dietro la morte di Carissa ci sia Delia, la rivale di Ganzel. Uccidendo Carissa, Delia potrebbe ferire Ganzel e incriminare Cragen allo stesso tempo. Delia si ferma a casa di Amaro per lanciare un avvertimento: dice ad Amaro che Cassidy e Ganzel hanno incastrato Cragen. 
Amaro ordina fermamente a Delia di andarsene, ma le informazioni alimentano ulteriormente i sospetti di Amaro su Cassidy. Alla sua udienza, il capitano Cragen viene dichiarato soggetto a potenziale rischio di fuga. Il giudice ordina che, in attesa del processo, Cragen venga tenuto in isolamento nella prigione di Rikers Island. Benson dice agli altri investigatori che Cassidy sospetta che la colpa sia di Delia, ma Amaro suggerisce che forse Cassidy sta proteggendo il suo capo, Ganzel, puntando il dito contro Delia. Durante l'interrogatorio a Delia, Foster e Benson scoprono che Cragen ha una storia passata con le escort. In effetti, le ha assunte in numerose occasioni. Delia offre a Foster e Benson un accordo: se respingeranno le accuse contro di lei, non permetterà alle sue escort di testimoniare contro Cragen. Nel frattempo, Foster sembra distratta perché sua figlia sta combattendo una grave malattia.
Dopo l'incontro con Delia, Benson e Foster ripercorrono i fatti. Foster dice a Benson che le prove sono tutte contro il capitano e sta iniziando a sembrare un caso semplice. Foster dice che forse Cragen non è l'uomo che Benson pensava che fosse, ma Benson è ancora convinto che dietro ci sia Delia. Decidono di fare una corsa da Iris, l'ex sottoposta di Delia, per scoprire se Carissa ha mai lavorato per Delia. 
Fin e Rollins si dirigono all'appartamento di Iris per interrogarla su un collegamento tra Carissa e Delia. Iris dice agli investigatori che Carissa lavorava per Delia e che Carissa probabilmente ha ucciso il governatore per incastrare Delia, quindi Delia ha ucciso Carissa per incastrare Cragen e rovinare Ganzel. 
Quando gli investigatori tornano per un interrogatorio il giorno successivo, trovano Iris morta nella sua vasca da bagno per un apparente suicidio. L'Unità vittime speciali si riunisce per discutere i dettagli dell'intricata indagine. Durante la loro conversazione, consigliano ad Amaro di starne fuori perché ha parlato con Carissa la notte in cui è stata uccisa, il che lo rende un testimone. Amaro sospetta che dietro le voci sul suo coinvolgimento ci sia Cassidy e forse qualcosa di più. Benson e Munch si incontrano con Cassidy per scoprire se Ganzel ha qualche prova che possa incriminare Delia. Cassidy dice di avere prove contro Delia, ma ottenerle solleverebbe i sospetti di Ganzel e metterebbe in pericolo la sua copertura.
Nel frattempo, il capitano Harris consiglia al resto della squadra vittime speciali di ritirarsi dalle indagini su Cragen. Amaro decide di portare la sua indagine su Cassidy al livello successivo. Interrompe il pranzo di Cassidy con sua madre per criticarlo sul suo coinvolgimento con Ganzel e Delia. Amaro sospetta che Cassidy stia facendo il doppio gioco con entrambe le parti. Punta la pistola su Cassidy, minacciando di sparargli se Cassidy non dice la verità.
- Guest star: Adam Baldwin (Capitano Pro Tempore Steven Harris), Laura Benanti (Maria Grazie Amaro), Ron Rifkin (Avvocato Marvin Exley), Pippa Black (Prostituta Carissa Gibson), Peter Jacobson (Bart Ganzel), Dean Winters (Detective Brian Cassidy), Reg E. Cathey (Avvocato difensore Barry Querns), Brooke Smith (Tenutaria Delia Wilson), Paget Brewster (Garante per la Pubblica Integrità Paula Foster), Sue Simmons (se stessa).
- Curiosità: Sue Simmons è una reale giornalista televisiva statunitense, che lavora per la NBC di New York, lo stesso network che trasmette il telefilm negli Stati Uniti, ed era già apparsa nel 1998 in Omicidio a Manhattan, film tv tratto dal franchise Law & Order.
- Citazioni: Avvocato, sono in polizia da prima che lei nascesse! So come funziona!" (Capitano Donald Cragen).
- Citazioni: "Tu eri già quindi quando Cassidy era in squadra??" - "Ma certo! Io sono qui dalla notte dei tempi, era il mio partner, un tipo a posto." (Scambio di battute tra i detective Amaro e Munch).

## Al di sopra di ogni sospetto (3)
- Titolo originale: Above Suspicion (3)
- Diretto da: Michael Slovis
- Scritto da: Warren Leight e Julie Martin

### Trama
Amaro ha ancora Cassidy inchiodato sotto la minaccia di una pistola in bagno. Cassidy spiega che Carissa ha usato Amaro come scusa per arrivare a Cragen. Nel frattempo, Ganzel trova un microfono nascosto nel suo appartamento mentre appende una foto. Foster si accorge che le cimici nell'appartamento di Ganzel sono fuori uso, ma non riesce a contattare Cassidy per scoprire cosa è successo. Chiede a Benson di rintracciare Cassidy. Benson va a casa di Amaro, sospettando che abbia qualcosa a che fare con la scomparsa di Cassidy. Cassidy convince Ganzel a collaborare con il NYPD per portare prove conclusive contro Delia. In cambio, Ganzel chiede che le prove di tre anni di intercettazioni non vengano utilizzate contro di lui in futuro. 
Rollins e Fin chiedono a Ganzel di testimoniare contro Delia in tribunale, ma Ganzel dice che testimonierà solo se gli sarà concessa la piena immunità. Alla fine, gli investigatori accettano le richieste. Mentre escono dall'appartamento di Ganzel, Cassidy e Benson scoprono due ladri d'auto che tentano di rubare l'auto di Ganzel. Uno corre e Benson gli dà la caccia, mentre l'altro punta una pistola su Cassidy. Cassidy estrae la pistola e arriva un'auto di pattuglia della polizia di New York. Un agente estrae la sua pistola e, nonostante Cassidy abbia gridato di essere un agente sotto copertura, l'ufficiale di pattuglia del NYPD spara a Cassidy due volte al petto. 
Gli affari interni vengono a sapere che l'agente che ha sparato a Cassidy è Alana Gonzalez, una poliziotta pulita che non ha mai avuto problemi. Olivia Benson è sospettosa fin dall'inizio, principalmente perché l'auto di pattuglia è arrivata troppo velocemente ed entrambi gli agenti sono stati chiaramente addestrati. Il capitano Harris è d'accordo con Benson e decidono di indagare da soli. Alana afferma di non sapere che Cassidy fosse un agente di polizia, ma Rollins dice di sapere che è stato un colpo organizzato e che Alana sarà presto portata in prigione a meno che non collabori. Proprio mentre stanno per partire, decide di dire loro tutto. Il suo sergente le disse che Cassidy era armato e pericoloso e che avrebbe ottenuto una promozione se lo avesse "eliminato".
Benson fa visita a Cassidy in ospedale e scopre che si riprenderà. Gli dice che Ganzel ha chiesto un favore per farlo eliminare e Cassidy non è sorpreso. I due sembrano felici di vedersi e condividono un bacio appassionato, riaccendendo vecchie fiamme. 
Nel frattempo, Bart Ganzel cerca di fuggire dal paese, ma Fin e Rollins arrivano per arrestarlo prima che esca dalla porta. Foster incontra l'avvocato di Ganzel, Barry Querns, per dirgli che anche lui è stato accusato dei crimini di Ganzel. Foster e Benson ascoltano i nastri delle intercettazioni telefoniche per il signor Querns in cui Ganzel parla male dell'avvocato Querns e parla a lungo di come Querns sia il capro espiatorio della sua attività illegale.
Querns decide di dimettersi dalla carica di avvocato di Ganzel per testimoniare contro il suo ex datore di lavoro. Quando Querns torna al loft di Ganzel per dimettersi, Ganzel confessa di aver ucciso Carissa perché lei e Cassidy avevano una relazione. Spiega di aver incaricato Carissa di incastrare Cragen, ma si arrabbiò quando scoprì di Cassidy e uccise Carissa nell'appartamento di Cragen.
Fortunatamente, Querns ha registrato l'intera conversazione sul suo cellulare. Alla fine, il capitano Cragen viene scagionato per l'omicidio di Carissa. Mentre Benson sta recuperando Cragen dalla prigione, fornisce alcune cattive notizie: Cragen viene scagionato dall'accusa di omicidio, ma tre delle escort di Delia hanno accusato Cragen di adescamento e sodomia forzata. L'Unità vittime speciali si prepara ad arrestare Delia una volta per tutte, ma scoprono che tutte le indagini su Delia sono state abbandonate.
Benson si dirige nell'ufficio di Foster per interrogarla sulla serie di indagini fallite sulle pratiche commerciali di Delia. Benson sospetta che Delia abbia una talpa nel dipartimento, ma Foster esorta Benson a lasciare che sia Cragen a prendersi la colpa, poiché Delia è troppo forte da sconfiggere. Foster deve andarsene in fretta per occuparsi di una situazione medica con sua figlia, il che dà un'idea a Benson. Sotto la guida di Benson, l'Unità vittime speciali inizia a esaminare le finanze di Foster. Scoprono che le spese mediche di sua figlia sono molto più costose di quanto lei possa permettersi, il che significa che sta ricevendo soldi da qualche altra parte. Benson fa due più due e si rende conto che Foster è la talpa di Delia nel dipartimento. Benson affronta Foster riguardo ai soldi, e alla fine Foster confessa di aver ricevuto tangenti per allontanare le indagini da Delia.
Nella ripresa delle indagini della squadra, Foster e Delia vengono arrestate. Vengono anche a sapere che il procuratore distrettuale era complice dei crimini, insieme a un certo numero di politici di alto profilo che avevano preso tangenti da Delia. Le escort di Delia hanno ritrattato le loro accuse contro Cragen, riabilitando il suo nome, ma Cragen sa che non è ancora finita.
- Guest star: Adam Baldwin (Capitano Pro Tempore Steven Harris), Ron Rifkin (Avvocato Marvin Exley), Pippa Black (Prostituta Carissa Gibson) -solo in foto-, Peter Jacobson (Bart Ganzel), Dean Winters (Detective Brian Cassidy), Reg E. Cathey (Avvocato difensore Barry Querns), Brooke Smith (Tenutaria Delia Wilson), Paget Brewster (Garante per la Pubblica Integrità Paula Foster), Sue Simmons (se stessa).
- Nota: alla fine di questo e del precedente episodio c'è una dedica che recita "In memoria di John Moresco". Si tratta di un membro del Theatrical Teamsters Local 817 di New York ed era un celebre autista nel settore televisivo. È morto nell'agosto 2012.
- Citazioni: "Cinque omicidi, e l'unico imputato sono io! E' stata in gamba, dieci e lode!" (Capitano Cragen).

## Giochi violenti
- Titolo originale: Twenty-Five Acts
- Diretto da: Jean de Segonzac
- Scritto da: John Paul Roche (sceneggiatura), Warren Leight (soggetto) e Julie Martin (soggetto)

### Trama
Con Cragen ancora in attesa di reintegro, la squadra cerca un equilibrio con il nuovo capitano pro tempore. Intanto Jocelyn Paley, la giovane autrice di un romanzo rosa sadomaso di grande successo, intitolato Venticinque Atti, torna a casa con il famoso conduttore televisivo Adam Cain, che la violenta, seguendo la trama del libro in un capitolo specifico. I detective Benson e Rollins sono accoppiati dal capitano Harris, su richiesta di Amaro, e si recano a una presentazione per convincere la vittima a sporgere denuncia, reticente per via della paura della cattiva pubblicità per il suo libro. Poco dopo la presentazione il conduttore TV aggredisce nuovamente la vittima per stuprarla, in ascensore, esattamente come raccontato in un altro capitolo del libro. In aiuto della squadra arriva il nuovo viceprocuratore distrettuale, Rafael Barba, un vero maestro del foro, caldamente raccomandato dal capitano Harris. Adam Cain sfrutta le accuse per mettere su una puntata speciale sul suo stupro, dicendo che è tutta una montatura per vendere il libro. Mentre la squadra scava nel passato della vittima, si scopre essere già stata stagista ed amante del conduttore con trascorsi BDSM in cui veniva sculacciata col la cintura. Barba si precipita a portare avanti il processo, mettendo insieme i pezzi del puzzle e si trova di fronte una rivale veramente agguerrita, l'avvocatessa Rita Calhoun. Amaro intanto scopre un segreto che minaccia di distruggere la carriera della giovane donna ed il suo caso.
- Guest star: Adam Baldwin (Capitano Pro Tempore Steven Harris), Roger Bart (Conduttore TV Adam Cain), Anna Chlumsky (Jocelyn Paley), Elizabeth Marvel (Avvocato Difensore Rita Calhoun),
- Nota: questo è il primo episodio in cui appare il viceprocuratore Rafael Barba, interpretato da Raúl Esparza.
- Curiosità: l'episodio è ispirato alla saga erotica di Cinquanta sfumature di grigio.
- Citazioni: "La sua prosa è piuttosto fiorita, ma è da ammirare per riuscire a mettere morsetti per capezzoli ed Adagio di Albinoni nella stessa frase!" (Detective Munch).

## Sotto copertura
- Titolo originale: Acceptable Loss
- Diretto da: Alex Chapple
- Scritto da: Ed Zuckeman

### Trama
Con il capitano Cragen di nuovo in servizio, l'Unità vittime speciali è al completo e sta lavorando per smascherare un'operazione di traffico sessuale che riduce in schiavitù giovani donne. Il capitano mette sotto copertura il detective Tutuola per scoprire chi c'è dietro il brutale crimine, Amaro è arrabbiato per la decisione del capitano.
Fin, sotto copertura nei panni di Harold, va a prendere una delle ragazze, Anna, sperando di scoprire per chi lavorano. Anna ritorna violentata e Fin si offre di riportarla a casa, dove Lou è sconvolto dal modo in cui si è strappata un vestito costoso durante lo stupro, il figlio di Lou, Mikey, dice che potrebbe "risolvere il problema". Tutuola e Amaro vanno a Cragen per ottenere un mandato per arrestarli, ma Cragen arriva sulla scena con il tenente Alexandra Eames che si è trasferita dalla squadra Crimini Maggiori (che si vede nella serie Law & Order: Criminal Intent) ed è in prestito a una task force congiunta per la sicurezza interna della città/federale. Eames ha ritirato l'Unità vittime speciali dal caso, adducendo di essere incappata in un caso di terrorismo. 
Eames dice ai detective dell'Unità che comprende la loro frustrazione, ma Eames spiega che i protettori sono entrati nel paese con visti falsi, così come la loro vittima Pilar e hanno complici che devono ancora essere visti. Olivia chiede a Eames come potrebbe restare a guardare e lasciar perdere, Eames ricorda a Olivia dell'11 settembre. Gli investigatori dell'Unità vittime speciali escogitano un modo per tenerli d'occhio senza che Eames lo sappia, Cragen autorizza a disagio ciò che gli investigatori vogliono a patto che lo tengano informato. 
Gli investigatori escogitano un piano, ma non va a buon fine, Fin suggerisce di tornare da Anna, ma usando invece Amaro. Anna inizialmente si rifiuta di aiutarli, ma gli investigatori promettono che l'avrebbero tenuta al sicuro e che Lou e Mikey sarebbero stati puniti; Anna dice loro alla squadra che stava rispondendo a un annuncio di tata e che ce n'erano altre nove. Eames si avvicina alla squadra per dirli che il loro terrorista è nel paese e ha sentito parlare dell'operazione dell'Unità vittime speciali, Eames dice che avrebbe dovuto spiegarlo ai suoi capi e ai loro, Cragen ha detto agli investigatori di inseguirli comunque, non importa se lo licenziano.
L'Unità vittime speciali viene a sapere che il nome di Sophia non era sui libri dei protettori, apprendendo che Sophia potrebbe essere la terrorista. Eames e Benson vanno da Lou per avere risposte, scoprendo che Sophia è venuta con loro ed è una loro complice. Olivia implora Eames di lasciarli andare dietro a Sophia in modo che Lou non scappi. Eames e gli investigatori dell'Unità vittime speciali arrestano Sophia e la sua amica prima che facciano esplodere una bomba. Eames e Olivia parlano con Sophia al Federal Plaza, Sophia dice loro che suo padre era un dottore che è stato ucciso da un drone. Più tardi, davanti a un drink, Benson ed Eames discutono del caso, Eames dice che ha imparato come convincere le persone a parlare dal suo partner.
- Guest star: Kathryn Erbe (Tenente Alexandra Eames), Karen Tsen Lee (Dottoressa Susan Chung), Jamila Velazquez (Prostituta Pilar Morenas), Richard Kind (Jonas Dworkin), Angela Sarafyan (Prostituta Anna Cuccuru), Evgeniya Radilova (Prostituta/Terrorista Sofia).
- Nota: il personaggio di Alexandra Eames proviene dalla serie Law & Order: Criminal Intent.
- Citazioni: Allora, un venditore di biglietti d'auguri arriva da Kansas City e fa colpo su una diciottenne!" - A cui piacciono ciccioni e sudati. Io non ci credo!" (scambio di battute tra Amaro e Tutuola).

## Lucida follia
- Titolo originale: Manhattan Vigil
- Diretto da: Jean de Segonzac
- Scritto da: Peter Blauner

### Trama
Nel 1999, Dolores Rodriguez ha affisso manifesti per suo figlio scomparso, Hector. L'anno successivo, Dolores prega per suo figlio vicino ai manifesti, mentre David e Laurie Morris passano con il loro neonato. 
Ai giorni nostri, David, appena divorziato, va a prendere suo figlio Wyatt mentre va a una partita di baseball. Mentre sono in metropolitana, un uomo con un cappellino da baseball rosso fa notare che David ha lasciato cadere una banconota da 20 dollari e quando David la raccoglie, l'uomo afferra Wyatt e lo porta sul treno. Dopo che il treno parte, David va in strada per chiamare il 911.
I detective Olivia Benson e Nick Amaro arrivano sulla scena e Benson riconosce il quartiere e ricorda la scomparsa di Hector Rodriguez. Dopo aver ricevuto dichiarazioni contrastanti di testimoni oculari, gli investigatori inizialmente sospettano di Laurie o David, poiché sono impegnati in una battaglia per la custodia. David in seguito rivela che lui e Wyatt sono andati in un bar e la cameriera ricorda di aver visto un uomo che corrisponde al sospetto.
I detective Amanda Rollins, Fin Tutuola e John Munch interrogano un negoziante che ha visto Wyatt con un uomo con un cappellino da baseball rosso. L'uomo ha comprato una tintura per capelli e Munch riconosce il modus operandi: è lo stesso del rapitore di Hector. Gli investigatori iniziano a credere che i casi di Wyatt e Hector siano collegati. Benson e Amaro parlano con la madre di Hector e scoprono che ha ricevuto una lettera dall'agente di polizia Steve Lomatin, che ha trovato il cestino del pranzo di Hector. Quando Lomatin in seguito trova il cappellino da baseball di Wyatt, viene interrogato. Lomatin mostra a Rollins e Fin il suo archivio, spiegando che c'è una connessione tra la scomparsa di ragazzini e gli incendi nel loro quartiere poco dopo. 
Lomatin crede che il rapitore stia mettendo i corpi dei ragazzi in vecchi edifici e poi dia loro fuoco per nascondere le prove. Rollins scopre che non ci sono stati incendi dopo la scomparsa di Hector, ma un edificio vicino aveva il piano interrato cementato dopo un'alluvione. Il capitano Donald Cragen dà l'ordine di scavare il pavimento e il corpo di Hector viene trovato. Dopo aver appreso che suo padre possiede l'edificio in cui è stato trovato il corpo di Hector, David aiuta gli investigatori a localizzare il direttore dell'edificio, Lewis Hoda, con cui ha una disputa. Gli investigatori portano Lewis in centrale per interrogarlo. Ammette di aver appiccato il fuoco all'edificio e alla fine Amaro lo convince a confessare di aver rapito Wyatt. Benson recupera Wyatt da un magazzino e lo riporta dai suoi genitori. Benson in seguito conforta Dolores davanti ai manifesti di Hector.
- Guest star: Liza Colón-Zayas (Delores Rodriguez), Tom Sizemore (Lewis Hodda), Alex Karpovsky (Agente Stephen Lomatin).

- Curiosità: in questo episodio particolare, l'Unità vittime speciali risolve un caso iniziato quattordici anni prima. Infatti questo è un caso iniziato nella prima stagione. Durante la puntata si vedono dei flashback tratti dal 1999.
- Curiosità: questo episodio è il numero 300 della serie ed è diretto da: Jean de Segonzac, stesso regista del primo episodio.
- Curiosità: Amaro afferma che lavorare su casi irrisolti è onorevole, questo è un riferimento al fatto che l'attore, Danny Pino, abbia recitato nello show televisivo Cold Case - Delitti irrisolti prima di SVU. Inizialmente gli autori avevano l'idea di "importare" lo stesso personaggio della serie esterna, come successo per il detective Munch dalla serie Homicide.
- Citazioni: "In amore e in guerra, tutto è lecito!" (Detective Munch).
- Citazioni: "Questo è il museo dei bambini scomparsi!" (Detective Tutuola).

## Un'amicizia sbagliata
- Titolo originale: Friending Emily
- Diretto da: Jim McKay
- Scritto da: Kevin Fox

### Trama
Amanda Rollins è distratta dall'apparizione improvvisa della sorella Kim, che sta piomba senza preavviso al distretto, dicendo che non ha un posto dove andare, Nel frattempo altre due sorelle sono nei guai, Emily Culpher di 14 anni e Taylor. La ragazzina minorenne, infatti, scompare dopo aver seguito la sorella maggiore Taylor a una festa del college a Manhattan. Gli investigatori si mobilitano per recuperare la ragazza scomparsa, ma si ritrovano ostacolati da un rapitore high-tech che usa Internet per coprire le sue tracce. Il malvivente studia le sue vittime dai social, ed usa i malware per entrare nei computer altrui. Ad un certo punto gli investigatori scoprono una trasmissione in diretta in cui compare la ragazza rapita, su un sito pirata pedofilo, Lolitaville. Il sito è abilmente criptato e risulta impossibile localizzare la trasmissione in cui si vede la ragazzina. La polizia chiede quindi aiuto ad un hacker molto esperto che è stato precedentemente arrestato per reati informatici, che riesce subito a scoprire tutto, ed il nome del rapitore, Peter, ed ulteriori indagini fanno uscire fuori il nome di una misteriosa ragazza coinvolta, Wendi. Quando il caso raggiunge un vicolo cieco, Barba torna con un aiuto improbabile. Nel frattempo, Amanda alla fine decide di ospitare Kim nel suo appartamento, ma la sorella ha un comportamento strano, causando notevoli problemi ad Amanda, ed ospitando subito un tossicodipendente. Quando Amanda trova a casa sua la droga della sorella si arrabbia notevolmente, non può esserci droga illegale a casa di una poliziotta.
- Guest star: Lindsay Pulsipher (Kim Rollins), Izzie Steele (Jane Kalreiss / Wendi Baker), Frank Deal (Agente FBI O'Connell), Catherine Missal (Emily Culphers), Taylor Spreitler (Taylor Culphers), Neal Matarazzo (Ron Culphers), Kathy McCafferty (Liz Culphers), Chris Coy (Hi-Tech Peter).
- Nota: in questo episodio debutta il personaggio di Kim Rollins, sorella della detective Amanda Rollins.
- Citazioni: "Ho contato dodici reati nei primi tre minuti!" (Detective Rollins)

## Il falò delle vanità
- Titolo originale: Vanity's Bonfire
- Diretto da: Michael Slovis
- Scritto da: Gwendolyn Parker e Warren Leight

### Trama
Il rapimento di una bambina di nome Tessa Leddy da un parco giochi cittadino si trasforma rapidamente in una disputa per l'affidamento quando la rapitrice, Dia Nobile, giura di essere la madre biologica della bambina. La donna sembra non mentire, perché possiede anche un certificato di nascita ufficiale. Amaro pensa che la donna sia pazza e che abbia falsificato i documenti, mentre Benson tende a credere alla storia, quindi decidono di fare visita all'avvocato che ha seguito il caso e firmato gli atti. I Leddy, messi alle strette, devono ammettere che la loro figlia è nata da una madre surrogata, che non hanno mai incontrato, e si rende necessario il test per il DNA per verificare se almeno il padre naturale sia Leddy oppure no. In seguito i detective scoprono che la ragazza non è affatto la loro figlia. Nobile afferma anche che il padre è un esperto legale molto potente, Kent Webster, candidato alla Corte Suprema, figlio di un giudice molto noto nell'ambiente, che è sposato con una moglie malata di cancro. Ulteriori indagini fanno scoprire che i documenti falsi non sono quelli della madre naturale, che ha commesso però il reato di rapimento di sua figlia, ma quelli della famiglia Leddy, complicando la situazione. Kent Webster ammette che c'è stato un momento intimo in cui Dia Nobile possa aver subito il furto del suo seme. L'Unità si trova coinvolta in un'indagine che cambierà per sempre la vita di due famiglie ignare.
- Guest star: Scott Bakula (Kent Webster), Jessica Hecht (Gillian Webster), Bijou Phillips (Dia Nobile), Luke Kirby (Braydon Leddy) Liza J. Bennett (Josie Leddy).

## Sereno
- Titolo originale: Lesson's Learned
- Diretto da: Alex Chapple
- Scritto da: Ed Zuckerman (soggetto e sceneggiatura), John Paul Roche (sceneggiatura), Julie Martin (soggetto)

### Trama
Harold Lassiter, un anziano docente di lettere si presenta al distretto per consegnare una lettera da lui ritrovata, che vuole mostrare ai detective, ma arriva in un momento concitato, in cui tutti sono impegnati e l'ufficio è pieno di persone, fermati ed agenti. Tornato a casa beve il suo ultimo superalcolico, ascolta un disco in vinile e decide di suicidarsi. Poiché aveva in tasca il biglietto da visita del detective Amaro viene chiamata la squadra, che, dopo aver visionato la lettera, inizia ad indagare sulla sua vita passata. Si scopre che nel college dove lavorava l'insegnante, sono stati violentati molti ragazzi e che il colpevole potrebbe essere l'uomo: il caso passa immediatamente all'Unità Vittime Speciali. Tra gli ex alunni dell'istituto c'è anche un vecchio amico del detective Fin, che collabora fornendo un elenco completo di ex alunni che potrebbero testimoniare, tra cui uno che è in cura come sopravvissuto agli abusi. Gli investigatori riescono ad organizzare una tavola rotonda composta da ex vittime del college, ancora restii a parlarne, ma ora che il professore è morto si decidono a parlare della cosiddetta "Rete di Lassiter". Questa però non è altro che la punta dell'iceberg di un gruppo di violentatori organizzati, di cui molti sono però morti o in pensione, ed ormai non tanto ludici con la testa. Uno, però, confessa il sordido passato nascosto dalla prestigiosa Manor Hill Academy.
- Guest star: Alvin Epstein (Professor Harold Lassiter) Charles Grodin (Brett Forrester), Elizabeth Marvel (Avvocatessa Rita Calhoun), Marissa Matrone (Giudice Maria Ana DeFeceo), Elliott Gould (Professor Walter Tompkins), Anthony Rapp (Nathan Forrester).
- Nota: l'attore Alvin Epstein torna recitare nel franchise dopo otto anni, aveva già partecipato al primo episodio della prima stagione di Law & Order - I due volti della giustizia nel 1990, nel ruolo del Dr. Chester e nel 2004 aveva impersonato Stuart Rubin, sempre nella serie madre.
- Citazioni: "All'epoca ero convinto che le relazioni tra gli insegnanti e gli studenti adolescenti non fossero necessariamente sbagliate, se c'erano dei sentimenti sinceri." (Professor Walter Tompkins al banco dei testimoni).

## Sogni rinviati
- Titolo originale: Dreams Deferred
- Diretto da: Michael Smith
- Scritto da: Julie Martin e Warren Leight

### Trama
Una donna uomo esce da una chiesa, e poco dopo si vede un uomo che si reca in un appartamento ed uccide un'altra donna, poco dopo va in un ufficio e fa una strage, uccidendo altre quattro persone, tra cui la figlia della prima donna uccisa. Subito dopo si vede la donna della chiesa, e si capisce che sia una prostituta di mezz'età, mentre va in un bar e subito dopo sale nell'auto dell'uomo, che lei conosce. Un investigatore esterno alla squadra, l'agente dell'FBI Cantwell, conosce i fatti, sa che l'uomo si chiama Craig Rasmussen, ex autista da poco licenziato, e che ha ucciso nell'ordine, la suocera, la moglie e due colleghi, avendo poi telefonato alla prostituta, riconosciuta come Jeannie Kerns, un nome già noto alla polizia, poiché anni prima proprio Olivia Benson la aveva arrestata nel 1992, quando ancora era un semplice agente di pattuglia. Jeannie si ritrova coinvolta suo malgrado con il colpevole di una serie di omicidi. Olivia si ricorda di lei perché la donna era già stata maltrattata proprio dallo stesso uomo, all'epoca del suo primo arresto ben venti anni prima, e che tuttora è in contatto con lui, ma lei nega tutto. Dopo l'ennesimo omicidio per ottenere i soldi per pagare la prostituta la squadra convince Jeanne ad aiutarli cosi riescono a catturarlo. Durante l'indagine, vengono a scoprire che ha un brutto rapporto con la sua famiglia per colpa della vita che ha condotto fino ad oggi per questo Olivia si batte per reinserirla nella comunità cercando anche l'aiuto della madre e della figlia di Jeanne che finalmente riescono a convincerla a migliorare la sua vita. 
- Guest Star: Patricia Arquette (Prostituta Jeannie Kerns), Gbenga Akinnagbe (Padre Biobaku), P.J. Brown (Craig Rasmussen). Jason Gedrick (Agente FBI Cantwell).
- Nota: l'attore P.J. Brown (1956-2018) è stato un attore e caratterista che ha lavorato spesso per la TV statunitense, con oltre 50 partecipazioni a film e serie TV, ed ha girato sette episodi per il franchise Law & Order, due per la serie madre, cinque per questa serie.
- Citazioni: "io ti conosco, mi hai già arrestato una altra volta??" (Prostituta Jeannie Kerns rivolta al detective Benson).

## Fino a prova contraria
- Titolo originale: Presumed Guilty
- Diretto da: Courtney Hunt
- Scritto da: Kevin Fox

### Trama
Alla vigilia di Natale fervono i preparativi in tutta la città, ed anche il detective Amaro passa dei momenti assieme alla figlia, che spera che i suoi tornino insieme. Nello stesso momento, però, vicino ad una chiesa è in corso una aggressione. Le celebrazioni delle vacanze natalizie dell'Unità vittime speciali vengono quindi interrotte quando proprio l'ex cognato del detective Tutuola viene arrestato per aver aggredito un prete, don Chris Shea. Il sospettato dell'aggressione dice di essere intervenuto per salvare il prete, aggredito da persone che lo chiamavano pedofilo, minacciandolo. Il prete, infatti, ha una ragazzina nella sua automobile, e le indagini fanno emergere che la piccola si chiama Sofia Santiago, figlia della segretaria di una vecchia parrocchia del prete, proprio mentre don Shea si sveglia in ospedale, difendendo il sospetto dicendo che ha messo in fuga i veri aggressori, e che Sofia era in macchina con lui solo per ricevere da lui il regalo di Natale. Convinto della innocenza del parente sospettato nonostante la sua fedina penale, Fin chiede agli investigatori di trovare prove che lo scagionino, Il detective Amaro, a sua volta, crede all'innocenza del sacerdote, ed anche la bambina conferma la storia del regalo di Natale, dicendo che due uomini hanno rotto il finestrino mentre il prete la abbraccia per ringraziarla. Al processo, uno altro scandalo occulto della chiesa inizia a venire alla luce.
- Guest star: Denis O'Hare (don Chris Shea), Erik LaRay Harvey (Sam Randall), Melissa Marsala (Margarita Santiago), LisaGay Hamilton (Teresa Randall).
- Citazioni: "Il mio ex cognato è stato arrestato di nuovo, hai ragione tu, la famiglia porta solo guai!" (Detective Tutuola rivolto a Rollins).
- Citazioni: "Mi chiamate perché sono tutti in vacanza?" - "Noi ti chiamiamo sempre!" (Scambio di battute tra la Dottoressa Warner e Tutuola)

## La trappola
- Titolo originale: Beautiful Frame
- Diretto da: Jean de Segonzac
- Scritto da: Peter Blauner

### Trama
Una chiamata denuncia al 911 una lite domestica, allo stesso indirizzo, dove, poco dopo, una ragazza denuncia l'uccisione del suo fidanzato. Si tratta di Jessie Sturgis, una vittima di stupro di un caso trattato qualche tempo prima dall'Unità, che viene arrestata nella cittadina di Babylon, per l'omicidio del suo ex fidanzato, Tommy Bandolce, dalla pattuglia intervenuta per la prima chiamata. La procuratrice distrettuale della Contea di Suffolk, nello stato di New York, Pamela James, decide quindi di denunciare la giovane donna. Benson mette in dubbio le circostanze dell'arresto e raccoglie prove sufficienti per consentire a Barba di presentare accuse a Manhattan contro un altro sospetto. Barba chiede alla squadra di ricordare gli avvenimenti di quattro mesi prima (che vengono raccontati attraverso dei dettagliati flashback) in cui si scopre che la ragazza era stata aggredita durante una serata con delle amiche, e subito dopo finita in ospedale. La donna aveva però paura proprio del fidanzato, oltre ad altri fatti sospetti, che coinvolgono un sedicente investigatore privato, Michel Provo, chiamato la sera dell'aggressione da Jessie, che non solo era l'amate segreto della ragazza, ed autore del suo presunto stupro, ma svolgeva anche il ruolo di informatore proprio per Pamela James, rendendo le cose molto intricate. La squadra, quattro mesi prima, viene interrotta nelle indagini su Provo, e scopre che spesso è stato protetto da Pamela James, anche in una altra denuncia per stupro, insabbiando il caso e facendo finire la presunta vittima in Belize. La procuratrice James e Barba si affrontano così, nel presente, in processi separati per lo stesso omicidio, sperando di ottenere una condanna prima che l'altro faccia deragliare il loro caso.
- Guest star: Yvonne Zima (Jessie Sturgis), Jane Kaczmarek (Procuratrice Distrettuale Pamela James), Enver Gjokaj (Michael Provo), Aida Turturro (giudice Felicia Catano), Joseph Masi (Vittima Tommy Bandolce).
- Citazioni: "Aprire il nostro kimono? Non esiste! La pistola viene da Manhattan, ci troviamo di fronte ad un complotto!" (Procuratore Distrettuale Rafael Barba).

## Vite parallele
- Titolo originale: Criminal Hatred
- Diretto da: Adam Bernstein
- Scritto da: Ed Zuckerman

### Trama
Nick Amaro e Fin Tutuola indagano in incognito in un locale gay fingendosi una coppia omosessuale, nel quale, nel frattempo, entra un uomo, Charles Murphy, che ha da poco lasciato la casa della sua famiglia e che rimorchia un ragazzo in un bar, dal quale però viene aggredito, malmenato, violentato e derubato. Si tratta proprio del ricercato dalla squadra, che però deve sorvegliare troppi locali gay, dove stanno avvenendo una serie di aggressioni, Charles è infatti il quarto, con pochissimi agenti disponibili. Viene fermato un uomo che esce dal locale di fretta, poiché ha riconosciuto il sospetto ricercato dal suo identikit, e fornisce delle tracce da seguire. Queste portano ad una aggressione, con lo stesso modus operandi, la quinta dell'aggressore seriale, ma stavolta l'uomo è stato colpito da un infarto ed è morto. La moglie del defunto era a conoscenza del "vizietto" del marito e collabora con la polizia. Uno dei gestori di un locale di stip tease riconosce l'identikit, e indirizza i detective al ricercato, che si chiama Jeremy Jones. Quando gli investigatori riescono ad arrestare l'uomo, è riuscito a non lasciare tracce, mentre ha preso di mira ed attaccato brutalmente altri uomini, in particolare quelli gay, l'unica speranza è proprio la testimonianza di Charles Murphy, uno degli aggrediti, che riconosce l'aggressore. Il procuratore Barba tenta quindi di intentare un difficile caso di omicidio, con pochissime prove, dovendo pure lottare contro una strana ed imprevedibile avvocatessa della difesa, Minnona Effron, che punta tutto sul fattore psicologico e sul fatto che l'assassino sia sposato con un gay, quindi non può odiare i gay.
- Guest star: Nia Vardalos (Avvocatessa Minonna Efron), Paul Fitzgerald, (Charles Murphy) Max Carpenter (Jeremy Jones), Jenny Bacon (Laurel Dunlevy).
- Citazioni: "Si tratta di affari, farei uno show di cani nudi, se i cani avessero i soldi, e non fossero già nudi!" (Gestore di uno dei locali in cui i detective Rollins e Tutuola stanno indagando).
- Citazioni: "Regali? Quello ruberebbe pure le ghiande ad uno scoiattolo cieco!" (Detective Tutuola, riferendosi all'imputato).

## Abusi ripetuti
- Titolo originale: Monster's Legacy
- Diretto da: Jean de Segonzac
- Scritto da: John Paul Roche (sceneggiatura), Warren Leight (soggetto), Julie Martin (soggetto)

### Trama
Alexey Belyakov, un maestro di ginnastica infantile, viene aggredito in un parcheggio, e soccorso appena in tempo dai paramedici della polizia, finendo in sala operatoria. La squadra indaga tra le famiglie di alcuni bambini che erano seguiti dall'insegnante, sospettando che avesse abusato dei minori, ed alcuni genitori confermano i sospetti. Nel frattempo viene fermato anche un sospetto, l'inserviente Johnny Dubcek, che è convinto di aver visto l'istruttore palpare un ragazzino, ma si trattava di normali massaggi ginnici di stretching, e le accuse cadono. Però Dubcek risulta colpevole dell'aggressione, e viene tradotto in carcere a Riker Island. Nel viaggio del furgone cellulare, però, aggredisce un pedofilo. Rollins capisce che Dubceck perde la testa di fronte a queste persone, e la squadra indaga sul suo passato. Viene fuori il nome di Martin Shultz, un insegnante di ginnastica in pensione, che però dichiara invece di aver aiutato il ragazzo all'epoca, mentre era in difficoltà, ma non convince i detective. Una dozzina di suoi ex allievi ora sono in carcere, e qualcosa non torna. Uno di loro, Reggie Rhodies, un pugile incarcerato nel braccio della morte, chesta per essere giustiziato, potrebbe essere disposto a parlare. Dopo aver scoperto che più criminali condannati potrebbero essere stati vittime di aggressioni sessuali, Benson chiede a Bayard Ellis di riaprire il caso di Reggie. Vengono così rivelati i segreti dell'infanzia del pugile e i dettagli del suo processo per omicidio. 
- Guest star: Peter Scanavino (Johnny Dubcek), Jack Dimich (Istruttore di ginnastica Alexei Belyakov), Ed Asner (Insegnante Martin Schultz), Mike Tyson (Detenuto Reggie Rhodes), Andre Braugher (Avvocato Difensore Bayard Ellis).
- Nota: si sono instaurate molte polemiche riguardo alla partecipazione di Mike Tyson in un episodio della serie televisiva, poiché era uscito di prigione, a causa dello stupro commesso nei confronti di Desiree Washington. La star si è dichiarata molto contraria al riguardo, asserendo: "Un uomo che violenta una donna diventa sempre più famoso, è vergognoso".
- Nota: l'attore Peter Scanavino, qui nella sua prima apparizione nella serie in un ruolo minore, diventerà parte del cast principale nel ruolo del detective Carisi, a partire dalla sedicesima stagione. Scanavino ha anche preso parte ad altre serie del franchise di Law & Order, a partire dal 2005, sempre come guest star.
- Curiosità: nell'episodio c'è una scena di interrogatorio da parte di Rollins, che risulta divertente per i fan, perché la detective diventerà, alcune stagioni dopo, moglie dell'altro personaggio principale interpretato da Scanavino.
- Citazioni: "Novanta ore di registrazioni, e l'unico delitto è avermi annoiato a morte!" (Detective Tutuola dopo aver visionato le videocassette di sorveglianza).

## Segreti svelati
- Titolo originale: Secrets Exhumed
- Diretto da: Laura Belsey
- Scritto da: Warren Leight e Julie Martin

### Trama
Investigando su un caso insoluto del passato, esce fuori un indizio ad un serial killer di venticinque anni prima, Brian Traymor, detenuto in Florida. Dopo che Munch ha portato il caso degli anni '80, gli investigatori volano quindi a Miami per arrestare il sospetto, che però adesso si trova costretto su di una sedia a rotelle, perché investito da un autobus. Quando l'agente dell'FBI Dana Lewis dice loro che il caso di Manhattan potrebbe essere collegato a diversi casi irrisolti in tutto il paese, torna a New York per collaborare con l'Unità vittime speciali ed ottenere una confessione. Eppure alcune cose sembrano contraddittorie, i genitori dell'ultima vittima, Kira Stanger, risalente al 1988, dicono che la figlia non sarebbe mai uscita con un tipo come il sospettato, e non è stato sicuramente lui ad ucciderla. La squadra inizia quindi ad indagare su tutte le vittime collegate del passato di Traymor, dopo aver visitato l'archivio dei Cold Case (casi insoluti), dove è stato depositato l'ultimo caso. La situazione è complessa, perché le vittime si trovavano in città diverse, le stesse dove Traymont era di turno a seguito della squadra sportiva che assisteva, ed erano state gestite dalla polizia di ogni città separatamente. La prima è stata Theresa Gray, uccisa nel febbraio 1987 a Sacramento, in California, seguita a breve da Marlene Murray, a Filadelfia, in Pennsylvania, da Diana Logan, uccisa e stuprata a Washington, nello stato omonimo, e la quarta e più recente Gina Mantos di New York. Inizialmente il detenuto dice non riuscire a ricordare le sue vittime, sia perché è passato troppo tempo, sia per negare eventuali altri crimini, oltre a quello per cui è stato imprigionato. Messo alle strette, per quindici ore, confessa i primi quattro omicidi, ma nega fermamente il quinto, quello ancora insoluto di Kira Stanger, cosa strana, perché non cambierebbe nulla dal punto di vista giudiziale. L'intervento dell'agente speciale Dana Lewis lo convince invece a confessare anche il quinto. Quando Benson e Amaro iniziano a dubitare della legittimità della confessione, uno sconvolgente segreto del passato minaccia la vita dell'agente speciale Lewis.
- Guest star: Harold Perrineau (Brian Traymor), Marcia Gay Harden (agente dell'FBI Dana Lewis), Sue Kim (Detective Emily Ling),

- Nota: la trama dell'episodio pare fosse nata alcuni anni prima, come un possibile crossover con la serie esterna Cold Case - delitti irrisolti, dove all'epoca l'attore Danny Pino recitava nel ruolo di protagonista, poi utilizzata comunque in questa stagione, secondo le indiscrezioni degli autori. La puntata segna l'ultima apparizione dell'agente Dana Lewis, ed ha suscitato diverse polemiche da parte dei fan statunitensi per le scelte narrative sul suo personaggio.
- Citazioni: "Manco da pochi mesi e cambia tutto! La prossima novità? Moquette? Carta nel bagno degli uomini?" (Detective Munch)

## Ambizioni fatali
- Titolo originale: Deadly Ambition
- Diretto da: Jim McKay
- Scritto da: Peter Blauner (soggetto), Kevin Fox (soggetto), Warren Leight (sceneggiatura) e Julie Martin (sceneggiatura)

### Trama
Rollins passa la giornata nelle sale di simulazioni ed allenamenti, sotto la supervisione del tenente Diego, dove si sta allenando insieme ai colleghi. Quando torna a casa e trova sua sorella nella sua casa di New York, di cui Kim ha fatto la copia delle chiavi, che è stata picchiata e messa incinta dal suo ragazzo, il violento e facinoroso Jeff Parker, con cui Amanda pensava la sorella avesse finalmente rotto. Quando Kim si reca al distretto, scatta subito una simpatia con il detective Amaro, cosa che ad Amanda non fa molto piacere, perché sa quanto la sorella sia instabile. Quando Amanda arriva nell'appartamento inaspettatamente,  il fidanzato di Kim sta malmenando la fidanzata, pronto a stuprarla, Rollins sfonda quindi la porta chiusa a chiave per soccorrerla, ma Jeff sta per tirare fuori una pistola dal taschino. Rollins deve quindi intraprendere un'azione drastica, che non solo porta a conseguenze drammatiche, ma apre anche un'indagine del dipartimento Affari Interni, guidata dal tenente Ed Tucker, molto prevenuto contro Rollins per i suoi precedenti, che mette presto a rischio la carriera di Rollins. Amaro chiede quindi a Kim cosa sia successo, ma lei nega che il fidanzato la stesse per stuprare a casa di Amanda, facendo finta sia stato un incidente, complicando le cose, ma lo fa per un motivo molto preciso. Amanda è costretta intanto a fare colloqui con una psicologa e viene anche rimossa dal servizio di polizia fino alla chiusura del caso.
- Guest star: Lindsay Pulsipher (Kim Rollins), Robert John Burke (Tenente Ed Tucker), Carolyn McCormick (Dottoressa Elizabeth Olivet), Theis Weckesser (Jeff Parker), Jayne Houdyshell (Giudice Ruth Linden).
- Curiosità: il personaggio di Ruth Linden è apparso fin dal 1991 in ben 75 episodi del franchise Law & Order, divisi tra quattro diverse serie, oltre alla serie esterna New York Undercover, sempre ideata da Dick Wolf.

## Solo per amore
- Titolo originale: Funny Valentine
- Diretto da: Jean de Segonzac
- Scritto da: Gwendolyn Parker

### Trama
Durante una sessione di prove musicali, dopo momenti tranquilli, Caleb viene sorpreso dalla fidanzata a baciarsi con un'altra ragazza, la discussione degenera presto e facilmente. Quando la promettente cantante Micha Green viene quindi attaccata e percossa dal suo fidanzato Caleb Bryant, star dell'hip-hop, gli investigatori e Barba lavorano per indagare sul caso. Secondo l'ex produttore dei due la loro storia è decisamente complicata. La squadra, grazie alla testimonianza della cantante, si recano subito ad arrestare il rapper Caleb, ma questo viene immediatamente difeso da un avvocato decisamente in gamba, oltre al fatto che è un personaggio pubblico amatissimo dai suoi fan, che lo difendono ulteriormente, con video a tema. Anche Micha viene perseguitata dai fan, che si schierano con lei o contro di lei, in modo ossessivo. Al processo le accuse sono pesanti, si tratta di tentato omicidio per strangolamento, ma l'avvocato cerca di strumentalizzare il fatto che l'indagato sia molto famoso, e perseguitato perché è un artista nero. Nonostante gli sforzi della detective Benson, Micha Green si rifiuta quindi di continuare a collaborare e continua a mettersi in pericolo.  La ragazza, però, ha in ballo un singolo condiviso con il rapper, e la discordia in tribunale metterebbe fine alla sua carriera, appena all'inizio. Mentre il caso si trasforma in una frenesia mediatica, per via della notorietà dei due artisti, Micha e le persone a lei vicine pagano il prezzo più alto. 
- Guest star: Tiffany Robinson (Cantante Micha Green), Eugene Jones III "Raaka Kikka" (Rapper Caleb Bryant), Jeffrey Tambor (Avvocato Lester Cohen), Karen Tsen Lee (Dottoressa Susan Chung), Sue Simmons (se stessa), Perez Hilton (se stesso).

- Curiosità: La storia è tratta dalla violenza che il rapper Chris Brown esercitava nei confronti dell'ex fidanzata Rihanna. I due vengono anche chiaramente citati in una frase detta dal Detective Munch.
- Citazioni: "Quei due dovrebbero uscire con Chris Brown e Rihanna!" (Detective Munch).
- Citazioni: "Io voglio solo voltare pagina, agli occhi del mondo devo essere una star, non una vittima! Ho preso la mia decisione, non andrò in tribunale!" (Micha Green).

## Rischi del mestiere
- Titolo originale: Undercover Blue
- Diretto da: Michael Smith
- Scritto da: Ed Zuckerman ed Aaron Tracy

### Trama
Barba e Cassidy si confrontano sui fatti accaduti mentre l'ex detective era sotto copertura nell'entourage criminale per preparare l'accusa da sostenere in aula, e nello stesso momento arriva al distretto Heather Riggs, una donna che ha una rivelazione scottante. Mentre il processo contro il magnaccia Bart Ganzel sta per iniziare, l'agente Cassidy, infatti, è accusato di aver violentato la donna mentre era sotto copertura. Successivamente i detective Amaro e Munch si recando a casa di Cassidy per interrogarlo sulla faccenda, ma scoprono una complicazione inattesa, Brian è in atteggiamenti intimi con Olivia, i due hanno ripreso una vecchia relazione interrotta sul nascere nel 1999, ben tredici anni prima!  La squadra sospetta che l'accusa di Heather Riggs sia un semplice complotto per mettere nei guai Cassidy e non farlo testimoniare, e scopre che il fidanzato della donna, Bobby Navarro, non è altro che uno degli uomini di Bart Ganzel. Barba si rende conto che, essendo un loro collega ed amico, non possono essere loro a perseguire l'accusato, quindi il viceprocuratore distrettuale Derek Strauss prende il caso e spinge al massimo per una rapida vittoria. Struass arriva a citare lo stato per danni, perché il presunto stupro è accaduto durante una indagine di polizia. L'avvocato di Cassidy, il celebre Barry Querns, è però molto agguerrito, ed usa tattiche insolite per provare l'innocenza di Cassidy, con conseguenze che cambiano anche la vita di Nick Amaro, che è tra i testimoni del processo.
- Guest star: Dean Winters (Ex Detective Brian Cassidy) Greg Germann (Viceprocuratore Distrettuale Derek Strauss), John Ventimiglia (Bobby Navarro), Reg E. Cathey (Avvocato Barry Querns), Scott William Winters (Detective Robert "Doom" Dumas, Robyn Rikoon (Heather Riggs), Roy Jackson (Roberto Chavez), Jaden Matthew Rodriguez (Gilberto Mancheno).
- Curiosità l'attore Scott William Winters, che interpreta il detective "Doom" Dumas, è il fratello di Dean Winters.
- Citazioni: "Senti senti, una bella coincidenza! Cassidy si prepara a testimoniare contro Ganzel e spunta una donna che lo accusa di stupro!" (Detective Munch).
- Citazioni: "Cassidy, nella mia carriera ne ho viste tante, la verità è la peggiore delle difese, che ti porterà dritto in prigione!"  (Avvocato Barry Querns).

## Uno stupro legittimato
- Titolo originale: Legitimate Rape
- Diretto da: Jonathan Herron
- Scritto da: Kevin Fox e Peter Blauner

### Trama
Avery Jordan è una giornalista sportiva decisamente popolare, che è seguita in TV su Sports and Events Weekend, grazie alla sua competenza nello sport ma anche alla sua bellezza. Molti atleti sono troppo lascivi con lei, ma la donna li lascia fare davanti alle telecamere per esigenze di spettacolo, ma qualcosa non va anche dietro alle telecamere. Avery cerca infatti l'aiuto di Benson per accusare un cameraman di stupro, dopo ben un mese da quando il fatto è accaduto, ma accetta di sporgere denuncia solo dopo aver scoperto che l'uomo la sta perseguitando in diversi modi. Una lettera anonima infilata sotto la porta di casa sua, infatti, contiene foto intime scattate di nascosto con la scritta "ti sto guardando", e la cosa la costringe a recarsi al distretto, ma non vuole che sia coinvolto il suo ambiente lavorativo, fatto difficile, per il fatto che sia coinvolto un collega. La squadra si reca dal cameraman Richard Purcell, che però racconta che Avery ha una storia segreta con un uomo sposato, Jason Hollis, conduttore televisivo del suo network, sposato, di cui lo stalker ha anche filmato alcuni momenti intimi grazie ad una telecamera nascosta. La squadra quindi arresta Richard, per stupro e stalking, ma prima dell'inizio del processo, Avery scopre di essere incinta, e di conseguenza Barba deve fare i conti con controverse tattiche di difesa e, successivamente, ad una assurda richiesta dello stupratore.
- Guest star: Lauren Cohan (Giornalista Avery Jordan), David Marciano (Cameraman Rick Purcell), Jenna Stern (Giudice Elana Barth), Ned Eisenberg (Avvocato Roger Kressler), Reathel Bean (Deputato Dottor Fritz Showalter), Elizabeth Marvel (Avvocatessa Rita Calhoun).

## Omicidio annunciato
- Titolo originale: Born Psychopath
- Diretto da: Alex Chapple
- Scritto da: Julie Martin e Warren Leight

### Trama
Una ragazzina, Ruby Mesner, viene accompagnata da Irina, Yanovich, la sua tata, a scuola, e trovata con lividi, anche vecchi, diverse contusioni e ferite, ma dice di essere caduta, e racconta di essere stata spinta da un "mostro" che le ha poi detto di stare zitta. Nel frattempo Nick Amaro va alla scuola del ritrovato figlio Gilberto, che ancora non sa la verità su suo padre e lo chiama "zio" affettuosamente. Quando gli investigatori vengono chiamati per indagare sulle ferite sospette della bambina, i sospetti inizialmente puntano proprio sulla tata, che è una immigrata clandestina, ma poi si rendono conto che la verità è ben diversa. Uno sguardo più da vicino alla sua famiglia rivela come Viola Mesner sia in realtà una madre disperata, che lotta per controllare la follia di Henry, il suo violento figlio di 10 anni, fratello di Ruby. Con l'aiuto del dottor George Huang, che collabora temporaneamente con il distretto e fornisce un preciso profilo psichiatrico, la squadra cerca di determinare il trattamento appropriato per il ragazzo, ma la situazione diventa sempre più pericolosa sia per la famiglia che per gli investigatori.
- Guest star: Hope Davis (Viola Mesner), Ethan Cutkosky (Henry Mesner), BD Wong (Dottor George Huang), Jessica Phillips (Consigliere Pippa Cox), Jaden Matthew Rodriguez (Gilberto Mancheno).
- Nota: l'episodio vedrà un seguito durante la ventiduesima stagione, nell'episodio 22x14, intitolato Lo psicopatico laureato, quando Henry Mesner, compiuti 18 anni, verrà rilasciato dal carcere minorile, e cercherà subito la sua vendetta.
- Citazioni: "Non vogliono che lui abbia precedenti, diciamogli che il procuratore chiuderà un occhio se Henry andrà da uno strizzacervelli!" (Detective Tutuola).
- Citazioni: "E' difficile etichettare un ragazzino come uno psicopatico, ma ho avuto un brivido simile solo altre due volte, quando ho incontrato due serial killer!" (Dottor George Huang).

## La fabbrica degli stupri
- Titolo originale: Girl Dishonored
- Diretto da: Holly Dale
- Scritto da: Robert Brooks Cohen (sceneggiatura), Warren Leight (soggetto) e Julie Martin (soggetto)

### Trama
Durante la "settimana di fuoco" c'è una grossa festa universitaria alla Tompkins Square University, chiamata "Semaforo", in cui tutti si vestono di verde, rosso o giallo, c'è anche una iniziazione, in cui le ragazze di una confraternita sono costrette a fare delle penitenze, come mangiare cibo per gatti, ma per una di loro, Lindsay Bennett, le cose vanno decisamente peggio. L'Unità vittime speciali indaga infatti su una denuncia di stupro di gruppo a Lindsay, che dopo il fatto ha anche tentato il suicidio infatti è stata ritrovata da alcuni colleghi a camminare su un cornicione. La denuncia è stata fatta dalla madre della vittima, Eileen Bennett, e il presunto stupro è avvenuto durante l'iniziazione di Lindsay all'interno della confraternita Tau Omega. Il branco è stato guidato da Travis Holmes, che però dichiara fosse stato un rapporto consensuale. I loro tentativi di ricostruire la vicenda, però, sono ostacolati dai membri della confraternita e dalla sicurezza del campus. Nel frattempo si scopre una vittima precedente, Renee Clark, che però ha chiesto di effettuare una cura a base di elettrochock, che potrebbe danneggiare la sua memoria. Uno sguardo più approfondito scopre ulteriori vittime di aggressioni e amministratori scolastici che erano disposti a guardare dall'altra parte. La confraternita infatti è nota come "fabbrica degli stupri" da tutti, ma tutti tacciono. Quando arriva un'altra tragedia, Rollins e Barba diventano determinati a porre fine alla diffusa cultura universitaria di proteggere i loro segreti. Il processo si rivela parecchio complesso, ma aiuta a far emergere la situazione oscura dentro l'università. 
- Guest star: Skyler Day (Studentessa Renee Clark), Colby Minifie (Studentessa Lindsay Bennett), Maryann Plunkett (Madre Eileen Bennett), Lenny Platt (Stupratore Travis Holmes), Christina Haag (Preside A. Meyerson).
- Nota: si tratta del terzo episodio ambientato nel mondo universitario, legato alla Tau Omega, il primo era stato nell'episodio 5x12, intitolato L'iniziazione, il secondo in questa stessa stagione, sesto episodio, dal titolo Un'amicizia sbagliata. Ne seguiranno altri due nelle stagioni 17 e 22.
- Citazioni: "Fabbrica degli stupri? Questo può aiutare, due casi non fanno una fabbrica, cercate gli altri!" (Procuratore Barba).

## Il branco
- Titolo originale: Traumatic Wound
- Diretto da: Alex Zakrzewski
- Scritto da: Gwendolyn Parker e John Paul Roche

### Trama
Un'adolescente di periferia, Gabby Shaw, viene brutalmente aggredita quando un concerto si trasforma in una scena di mafia. Amici e testimoni oculari forniscono resoconti contrastanti dell'evento e sull'accaduto. I sei principali sospetti fermati inizialmente collaborano ma poi sostengono di essere stato buttati contro la vittima dalla spinta della folla, e nei filmati delle telecamere non si vedono immagini utili. A quel punto la vittima Gabby Shaw indica la foto di uno dei sospettati, ed le indagini si concentrano su una guardia di sicurezza, Frank Patterson, che si scopre essere un veterano di guerra che sembra soffrire di DPTS, disturbo da stress post-traumatico, ma qualcosa non torna. Amaro si ritrova quindi a cercare di salvare la reputazione del principale sospettato, un collega veterano militare la cui memoria frammentata potrebbe contenere la risposta al motivo per cui la ragazza è stata presa di mira. All'improvviso, dopo parecchio tempo, i flash di guerra spariscono, e Frank riesce a ricordare esattamente il momento in cui un ragazzo ha tirato giù il top a Gabby, lasciandola in topless e dando il via all'aggressione. Una volta individuato, il giovane confessa, lo stupro non sarebbe stato previsto, ma l'aggressione per abbassarle il top era stata commissionata dall'ex fidanzato di Gabby, Alec Peters, in combutta con alcuni amici, per poter girare un video e metterlo online come revenge porn. Quando il caso va in giudizio, Frank ricorda improvvisamente una testimonianza chiave, che aiuta Barba a condannare gli autori del crimine.
- Guest star: Jeffrey Tambor (Avvocato Difensore Lester Cohen), Lola Kirke (Vittima Gabby Shaw), Eion Bailey (Agente di sicurezza Frank Patterson), Alexandra Socha (Britt Yardley), Kam Dabrowski (Louis Priatti), Parker Pogue (Alec Peters), Jeff O'Donnell (Jake Swenders).
- Citazioni: "Spogliare Gabby davanti a duecento estranei! Questo lo chiami show?" (Detective Tutuola).

## Il cecchino
- Titolo originale: Poisoned Motive
- Diretto da: Arthur W. Forney
- Scritto da: Julie Martin (sceneggiatura), Ed Zuckerman (sceneggiatura) e Warren Leight (soggetto)

### Trama
Al distretto è sotto interrogatorio la sedicente signora Chang, una donna che è a capo di una grossa organizzazione per la tratta di prostitute cinesi, quando all'improvviso Amanda finisce a terra colpita da un proiettile, unico dato certo, è partito da una pistola calibro 45, di una tipologia di pistola molto rara, con cui è stato colpito anche un altro uomo. Si pensa subito ad un collegamento con la donna arrestata, ma presto le indagini portano invece al passato. Quando i due attacchi a sorpresa di un cecchino al NYPD hanno lasciato l'Unità vittime speciali in cerca di risposte, Tutuola riconosce infatti un legame tra le vittime e i suoi casi passati come detective della narcotici. Dopo aver riallacciato i contatti con il suo ex partner Louis Montero, per cercare un movente, ed essere andato a trovare in carcere un suo vecchio arrestato, il narcotrafficante Benito Escobar, si verifica un altro attacco, che richiede ulteriore assistenza, ed entra in scena il tenente Alexandra Eames della squadra Crimini Maggiori, che collabora per rintracciare l'assassino misterioso ed il cecchino, che potrebbero essere la stessa persona.
- Guest star: Kathryn Erbe (tenente Alexandra Eames) e Cathy Moriarty (tenente Howard), Yul Vazquez (Luis Montero), Jessica Camacho (Gloria Montero), Jennifer Lim (Signora Chang), 2 Chainz (Calvin "Pearly" Jones), La La Anthony (Ana Tejada), Emilio Rivera (Narcotrafficante Benito Escobar).
- Nota: il personaggio del tenente Alexandra Eames è protagonista della serie Law & Order: Criminal Intent.
- Curiosità: l'episodio contiene un errore di regia. Nella scena in cui Fin soccorre Amanda appena colpita dal proiettile del cecchino, si vede un cameraman riflesso nel vetro di una automobile.

## L'ultimo messaggio
- Titolo originale: Brief Interlude
- Diretto da: Kevin Bray
- Scritto da: Peter Blauner (soggetto e sceneggiatura), Kevin Fox (soggetto e sceneggiatura) e Pedro Garcia (soggetto)

### Trama
Dopo una festa sfrenata, una donna misteriosa, senza documenti e segni di riconoscimento, viene ritrovata in fin di vita sopra una barca che si è incagliata nella riva di un fiume che scorre all'interno di un parco newyorkese. La zona è ad alta sensibilità, poiché si trova vicino alla casa del sindaco. Testimone del ritrovamento è una ragazza che fa jogging, che ha visto due persone armeggiare accanto alla vittima, ma dalle prime indagini si scopre che la ragazza si trovava li non per fare sport ma per comprare dei medicinali illegali. Benson e Amaro indagano quindi sulla donna, che è stata anche violentata, e viene ricoverata ancora priva di sensi e con un importante trauma fisico, finendo presto in coma. La situazione è complessa, oltre ad indagare sulla aggressione gli investigatori devono anche ricostruire la sua identità e il luogo in cui si trovava prima, visto che la barca l'ha trascinata per chissà quanto tempo lungo il fiume. I detective scoprono in seguito chi sia la donna, e soprattutto un lato selvaggio di questa persona, che è una moglie apparentemente normale e madre di due ragazzi. Si tratta di Ariel Randolph, una personalità del web abbastanza nota in Canada, che gestisce un blog a tema musicale ed un podcast molto seguito, con diversi mp3 sul lettore del recente Caravanserai World Music Festival, quindi nella città da poco. Ariel si trova a New York per raccontare la vita notturna della Grande Mela, ed è venuta da sola da Edmonton, per girare questo documentario da raccontare poi nel blog. Gli investigatori rintracciano subito il marito, Nat Randolph, che appare immediatamente disperato per la situazione, visto che sua moglie rischia di morire per il trauma. Tra i sospetti ci sono molte delle conoscenze di New York della donna, che raccontano i loro rapporti con lei, ma l'aggressore potrebbe essere chiunque.
- Guest star: Kerry Butler (Ariel Randolph). Richard Thomas (Nat Randolph), Seamus Davey-Fitzpatrick (Wayne Randolph).
- Citazioni: "Io informo i superiori che le indagini stanno procedendo, voi dovete solo rispondere a delle semplici domande. Chi, cosa, quando, dove e perché?" (Capitano Cragen).
- Citazioni: "Una donna mezza nuda finita nel giardino del sindaco? Tutti sull'attenti!" (Detective Benson).

## Incubo senza fine (1)
- Titolo originale: Her Negotiation
- Diretto da: Norberto Barba
- Scritto da: Julie Martin e Warren Leight

### Trama
La relazione tra Olivia Benson e Brian Cassidy pare continuare con successo, ed anche le vite private del resto della squadra procedono al meglio, mentre si godono il loro unico giorno libero, ma all'improvviso una persona molto pericolosa irrompe nel loro quotidiano. Si tratta di William Lewis, un pericoloso psicopatico che ha precedentemente cancellato volontariamente le proprie impronte digitali. Dopo aver effettuato un arresto apparentemente di routine dell'uomo, perché ha mostrato le sue parti intime a Central Park, Amanda Rollins ha una brutta sensazione per il sospetto, pensando che voglia aggredire le ragazze che hanno chiesto aiuto, e chiede quindi all'intera squadra un aiuto. Non avendo alcun modo di identificare immediatamente l'uomo, questo sfugge agli investigatori, ma alla fine viene identificato. In seguito l'uomo diventa ricercato per un nuovo crimine sessuale atroce, contro l'ornitologa Alice Parker, che lo aveva incastrato per il precedente reato del parco grazie alle sue foto, svelando la sua vera natura. Con nuove indagini si scoprono precedenti e processi a cui Lewis è riuscito a sfuggire grazie a cavilli legali ed errori di nome, in seguito viene alla luce una teoria scioccante a cui Barba non crede, che finisce per mettere in pericolo la stessa Olivia Benson.
- Guest star: Pablo Schreiber (Psicopatico William Lewis), Dean Winters (Detective Brian Cassidy), Judith Ivey (Ornitologa Alice Parker), Lauren Ambrose (Avvocatessa Vanessa Mayer), Ami Brabson (Giudice Karyn Blake), Jaden Matthew Rodriguez (Gilberto Mancheno).
- Nota: questo episodio inizia il "ciclo narrativo di William Lewis" ed è la prima parte di tre episodi collegati che continua nel primo episodio della successiva stagione. Il ciclo totale dura sette episodi.
- Curiosità: in una intervista alla stampa statunitense, per la premiere della quindicesima stagione, lo showrunner e sceneggiatore Warren Leight ha dichiarato di "aver concepito il personaggio di William Lewis come un abilissimo manipolatore psicologico e come il criminale seriale più malvagio in assoluto dell'intera serie, una vera e propria nemesi per la detective Benson", alcuni criminali seriali successivi, come Carl Rudnick e Greg Yates, a loro volta protagonisti di cicli narrativi, verranno paragonati dagli stessi detective a Lewis.
- Citazioni: "La vecchia dice che l'ho violentata? Ve lo dicevo che era una pazza!" (William Lewis, riferendosi all'ornitologa Alice Parker).